# 9623 Karlsson
9623 Karlsson (1993 FU28) là một tiểu hành tinh vành đai chính.